# Journal of Neuroscience Methods
Journal of Neuroscience Methods es una revista científica revisada por pares que cubre las técnicas y protocolos científicos utilizados en cualquier rama de la investigación en neurociencia. Se creó en 1979. El editor en jefe es Giuseppe Di Giovanni, Profesor de Neurociencia en la Universidad de Malta y Profesor Honorario en la Universidad de Cardiff, Reino Unido. Journal Neuroscience Methods se publica 18 veces al año por Elsevier.
Editores asociados: Vince Calhoun ( The Mind Research Network, Albuquerque, Nuevo México, EE. UU.), David Carter ( Universidad de Cardiff, Cardiff, Reino Unido), Philippe De Deurwaerdère ( Universidad de Bordeaux, Bordeaux Cedex, Francia), Robert Hampson ( Universidad Wake Forest Health Sciences, Winston-Salem, Carolina del Norte, EE. UU.), Liset Menéndez de la Prida ( Consejo Superior de Investigaciones Científicas (CSIC), Madrid, España), Gernot Riedel ( Universidad de Aberdeen, Foresterhill, Escocia, Reino Unido), Floris Wouterlood ( Vrije Universiteit Amsterdam, Ámsterdam, Países Bajos).
Editores en jefe anteriores: Vincenzo Crunelli ( Universidad de Cardiff, Cardiff, Reino Unido), Greg Gerhardt ( Universidad de Kentucky, Centro Médico Chandler, Lexington, Kentucky, EE. UU.), JS Kelly (Departamento de Farmacología, Universidad de Edimburgo, Edimburgo, Reino Unido) y N. Bowery ( Universidad de Birmingham, Birmingham, Reino Unido).

## Resumen e indexación
La revista está resumida e indexada en:
- Academic OneFile[2]
- Academic Search[2]
- Biological Abstracts[2]
- BIOSIS Previews[3]
- CAB Abstracts[4]
- Chemical Abstracts[5]
- Current Contents/Life Sciences[3]
- Elsevier BIOBASE[2]
- Embase[2]
- FRANCIS
- Global Health[6]
- Index Medicus/MEDLINE/PubMed[7]
- Inspec[2]
- PASCAL
- Science Citation Index[3]
- Scopus[2]
- Tropical Diseases Bulletin[8]

Según Journal Citation Reports (JCR), la revista tiene un factor de impacto de 2,785 en 2018, lo que la sitúa en el puesto 31 entre 79 revistas en la categoría "Métodos de investigación bioquímica"  y en el puesto 135 entre 267 revistas en la categoría "Neurociencias".